# Michael Kirk
Michael Kirk (Johannesburg, 5 oktober 1976) is een Zuid-Afrikaans golfprofessional, die actief is op de Sunshine Tour.

## Loopbaan
In 2000 werd Kirk een golfprofessional en hij speelde meteen op de Sunshine Tour. In 2004 behaalde hij zijn eerste profzege door de Stanbic Zambia Open te winnen. Het toernooi stond ook op de kalender van de Challenge Tour.

## Prestaties

### Professional
Sunshine Tour
| Nr. | Datum         | Toernooi            | Score           | Score | Info                                 |
| --- | ------------- | ------------------- | --------------- | ----- | ------------------------------------ |
| 1   | 14 maart 2004 | Stanbic Zambia Open | 68+71+67+68=274 | –18   | Telde ook mee voor de Challenge Tour |

Challenge Tour
| Nr. | Datum         | Toernooi            | Score           | Score | Info                                |
| --- | ------------- | ------------------- | --------------- | ----- | ----------------------------------- |
| 1   | 14 maart 2004 | Stanbic Zambia Open | 68+71+67+68=274 | –18   | Telde ook mee voor de Sunshine Tour |